# Teorija noviteta
Teorija noviteta (Novelty theory) je ideja koju je kasnih 60-ih smislio filozof Terence McKenna. Teorija sadrži ontologiju, morfogenezu, te eshatologiju. Zasniva se na percepciji vremena kao fraktalnog vala i stalnog povećanja noviteta. 
Teorija je nastala proučavanjem i inerpretacijom I Ching-a, drevne kineske knjige promjena.

## Poveznice
- Psihodelične gljive
- Machine Elves
- Šamanizam
- NLO
- Dennis McKenna